# Kenchikoppa, Sorab
Kenchikoppa là một làng thuộc tehsil Sorab, huyện Shimoga, bang Karnataka, Ấn Độ.